# Trox gansuensis
Trox gansuensis är en skalbaggsart som beskrevs av Ren 2003. Trox gansuensis ingår i släktet Trox och familjen knotbaggar. Inga underarter finns listade i Catalogue of Life.